# Eugène Freyssinet
Eugène Freyssinet (Objat, 13 luglio 1879 – Saint-Martin-Vésubie, 8 giugno 1962) è stato un ingegnere francese, inventore del cemento precompresso, il cui primo brevetto fu da lui depositato il 2 ottobre 1928.

## Biografia
Freyssinet studiò all'École polytechnique (X1899) e quindi all'École nationale des ponts et chaussées.